# Tommaso D'Orazio
Tommaso D'Orazio (Guardiagrele, 3 maggio 1990) è un calciatore italiano, difensore e capitano del Cosenza.

## Caratteristiche tecniche
È un terzino sinistro che può essere impiegato anche sulla linea dei centrocampisti.

## Carriera

### Gli inizi
Originario di Bucchianico(Chieti), cresce nel settore giovanile del Pescara, nel 2009 passa alla R.C. Angolana dove disputa il campionato 2009-2010 di Serie D. Al termine del torneo si è trasferito all'Atessa Val di Sangro dove è rimasto per due stagioni collezionando 67 incontri e segnando due reti. Successivamente ha giocato in Eccellenza con il Casalincontrada e di nuovo in Serie D con il Giulianova prima di essere acquistato dall'Ancona, club militante in Serie C.
Ha esordito fra i professionisti il 26 ottobre 2014 disputando l'incontro di campionato vinto 1-0 contro il San Marino, mentre la prima rete è arrivata l'8 dicembre successivo, quando ha aperto le marcature del match pareggiato 2-2 contro la Lucchese. Divenuto titolare della corsia mancina, alla sua prima stagione in Serie C ha collezionato 26 presenze disputate tutte da titolare ed ha segnato 4 reti.

### Teramo e Pistoiese
Il 20 luglio 2015 è stato acquistato dal Teramo a titolo definitivo. con il club biancorosso ha giocato solo 12 partite prima di essere ceduto in prestito alla Pistoiese nel mercato di gennaio, dove ha disputato una seconda parte di stagione da protagonista.
Rientrato al club abruzzese, è stato confermato per la stagione 2016-2017 dove si è affermato come titolare nel ruolo di terzino sinistro, disputando 20 incontri tutti dal primo minuto. 

### Cosenza
L'11 gennaio 2017 è stato ceduto in prestito con diritto di riscatto al Cosenza, con cui ha giocato 15 incontri segnando tre reti, fra cui una doppietta alla Reggina nel derby regionale. Al termine della stagione è stata attivata la clausola ed il giocatore è diventato totalmente di proprietà del club calabrese.
Nella stagione 2017-2018 è stato uno dei protagonisti della promozione in Serie B del club rossoblu, a 15 anni di distanza dall'ultima partecipazione, giocando 40 partite e segnando tre reti. Il 26 agosto 2018 ha giocato la sua prima partita nel campionato cadetto scendendo in campo nell'incontro pareggiato 1-1 contro l'Ascoli. Firma il suo primo gol in Serie B nella vittoriosa (1-0) trasferta di Venezia.

### Bari e Ascoli
Il 17 settembre 2020 firma un biennale con il Bari, in Serie C.
Il 21 gennaio 2021 passa in prestito all'Ascoli, in una operazione di mercato che ha portato anche Simone Simeri all'Ascoli e Daniele Sarzi Puttini al Bari. Il 30 giugno seguente viene acquistato a titolo definitivo dalla società marchigiana.

### Südtirol e ritorno al Cosenza
Il 28 giugno 2022 viene acquistato dal Südtirol.
Il 25 gennaio 2023 fa ritorno al Cosenza con la formula del prestito con obbligo di riscatto.

## Statistiche

### Presenze e reti nei club
Statistiche aggiornate al 13 maggio 2025.
| Stagione        | Squadra         | Campionato      | Campionato | Campionato | Coppe nazionali | Coppe nazionali | Coppe nazionali | Coppe continentali | Coppe continentali | Coppe continentali | Altre coppe | Altre coppe | Altre coppe | Totale | Totale | Totale |
| Stagione        | Squadra         | Comp            | Pres       | Reti       | Comp            | Pres            | Reti            | Comp               | Pres               | Reti               | Comp        | Pres        | Reti        | Pres   | Reti   |        |
| --------------- | --------------- | --------------- | ---------- | ---------- | --------------- | --------------- | --------------- | ------------------ | ------------------ | ------------------ | ----------- | ----------- | ----------- | ------ | ------ | ------ |
| 2014-2015       | Ancona          | LP              | 26         | 4          | CI+CI-LP        | 0               | 0               |                    | -                  | -                  |             | -           | -           | 26     | 4      |        |
| 2015-gen. 2016  | Teramo          | LP              | 12         | 0          | CI+CI-LP        | 0+1             | 0               |                    | -                  | -                  |             | -           | -           | 13     | 0      |        |
| gen.-giu. 2016  | Pistoiese       | LP              | 15         | 0          | CI+CI-LP        | 0               | 0               |                    | -                  | -                  |             | -           | -           | 15     | 0      |        |
| 2016-gen. 2017  | Teramo          | LP              | 20         | 1          | CI+CI-LP        | 1+1             | 0               |                    | -                  | -                  |             | -           | -           | 22     | 1      |        |
| Totale Teramo   | Totale Teramo   | Totale Teramo   | 32         | 1          |                 | 3               | 0               |                    | -                  | -                  |             | -           | -           | 35     | 1      |        |
| gen.-giu. 2017  | Cosenza         | LP              | 15+3       | 3          | CI+CI-LP        | 0               | 0               |                    | -                  | -                  |             | -           | -           | 18     | 3      |        |
| 2017-2018       | Cosenza         | C               | 31+9       | 3          | CI+CI-C         | 1+2             | 0               |                    | -                  | -                  |             | -           | -           | 43     | 3      |        |
| 2018-2019       | Cosenza         | B               | 30         | 1          | CI              | 2               | 0               |                    | -                  | -                  |             | -           | -           | 32     | 1      |        |
| 2019-2020       | Cosenza         | B               | 23         | 0          | CI              | 0               | 0               |                    | -                  | -                  |             | -           | -           | 23     | 0      |        |
| 2020-gen. 2021  | Bari            | C               | 15         | 1          | CI              | 1               | 0               |                    | -                  | -                  |             | -           | -           | 16     | 1      |        |
| gen.-giu. 2021  | Ascoli          | B               | 14         | 0          | CI              | -               | -               |                    | -                  | -                  |             | -           | -           | 14     | 0      |        |
| 2021-2022       | Ascoli          | B               | 28         | 0          | CI              | 1               | 1               | -                  | -                  | -                  | -           | -           | -           | 29     | 1      |        |
| Totale Ascoli   | Totale Ascoli   | Totale Ascoli   | 42         | 0          |                 | 1               | 1               |                    | -                  | -                  |             | -           | -           | 43     | 1      |        |
| 2022-gen. 2023  | Südtirol        | B               | 16         | 0          | CI              | 1               | 0               | -                  | -                  | -                  | -           | -           | -           | 17     | 0      |        |
| gen.-giu. 2023  | Cosenza         | B               | 15+2       | 2          | CI              | -               | -               | -                  | -                  | -                  | -           | -           | -           | 17     | 2      |        |
| 2023-2024       | Cosenza         | B               | 25         | 1          | CI              | 1               | 0               | -                  | -                  | -                  | -           | -           | -           | 26     | 1      |        |
| 2024-2025       | Cosenza         | B               | 25         | 2          | CI              | 1               | 0               | -                  | -                  | -                  | -           | -           | -           | 26     | 2      |        |
| Totale Cosenza  | Totale Cosenza  | Totale Cosenza  | 164+14     | 12         |                 | 7               | 0               |                    | -                  | -                  |             | -           | -           | 185    | 12     |        |
| Totale carriera | Totale carriera | Totale carriera | 310+14     | 18         |                 | 13              | 1               |                    | -                  | -                  |             | -           | -           | 337    | 19     |        |